# Plumbago pulchella
Plumbago pulchella är en triftväxtart som beskrevs av Pierre Edmond Boissier. Plumbago pulchella ingår i släktet blyblommor, och familjen triftväxter. Inga underarter finns listade i Catalogue of Life.